# کازویا ساساهارا
کازویا ساساهارا (انگلیسی: Kazuya Sasahara؛  – ) کارگردان فیلم اهل ژاپن بود.